# Мис Китин
Мис Китин (Miss Kittin, родена Каролин Ерве, 1973 г. в Гренобъл, Франция) е диджей, вокалистка и текстописец.
На 22 години започва да се занимава с диджейство, като първоначално има съвместни участия с Майк Диърборн във Франция, Русия и САЩ. Скоро след това в Марсилия се запознава с DJ Hell, който ѝ предлага да я издава чрез собствения му лейбъл International DJ Gigolo. Тя му представя EP-то Champagne, което е записала съвместно с небезизвестния диджей The Hacker. Мис Китин и The Hacker пускат съвместния албум First Album през 2001 година. Част от песните от албума, сред които 1982 и Frank Sinatra, се оказват изключително популярни в електроклаш средите.
Китин изключително много се интересува от визуални изкуства и впоследствие учи съвременни и графични изкуства. С времето Каролин Ерве осъзнава, че музикалният вкус на нейните родители ѝ е спомогнал да развие интерес към множество музикални стилове започвайки от класическа музика, минавайки през джаз, фънк, диско и стигайки чак до английски поп. Намирайки своята ниша в електронната музика през 1991, Китин прави купони из цяла Франция преди да запише първия си собствен микс април 1993 г. Първият ѝ сет излиза година по-късно, когато вече работи за Tekmics Booking Agency, пускайки на популярните Dragon Ball партита в южна Франция.
В търсенето си на други възможности Китин напуска Франция през 1996 г. и се премества в Женева, Швейцария, където година по-късно се присъединява към лейбъла Mental Groove Record Posse. С годините Мис Китин става все по-сигурна в качеството на собствената си музика и сериозно работи за популяризирането и развитието на френската електронна музика.
С времето тя се превръща в едно от големите имена в електроклаш музиката, работейки с множество музиканти като The Hacker, Felix da Housecat, Chicks on Speed, Sven Vath и Golden Boy. През 2002 година тя издава техно компилацията Miss Kittin On The Road. Самостоятелният си дебют го прави с албума I Com от 2004 г., който включва различни стилове на електронната музика и е доста по-експериментален от предишните ѝ неща.
През 2006 г. Китин издава Miss Kittin Live at Sonar, записан по време на известния електронен музикален фестивал Сонар в Барселона. Освен собствени неща, сетът ѝ включва и песни на Афекс Туин, Modeselektor и Boom Bip. Същата година е издаден и двойният диск Miss Kittin: Bugged Out.
Почти четири години след издаването на първия си албум Мис Китин обявява подготовката на втория си албум BatBox, който се очаква да излезе през февруари 2008 г.

## Дискография
- First Album (2001) (с The Hacker)
- On the Road (2002)
- Rippin Kittin (2002)
- Miss Kittin: Radio Caroline, Vol.1 (2003)
- I Com (2004) (соло дебют)
- Live at Sonar (2006)
- A Bugged out Mix (2006)
- BatBox (2008)